# 875
| [ Edytuj tabelę ]          |                                                       |
| Król Anglii                | - 871 Alfred Wielki 899                               |
| Hrabia Aragonii            | - 867 Aznar II Galíndez 893                           |
| Hrabia Barcelony           | - 865 Bernard z Gocji 878                             |
| Cesarz Bizancjum           | - 867 Bazyli I Macedończyk 886                        |
| Chan Bułgarii              | - 852 Borys I Michał 889                              |
| Cesarz Chin                | - 873 Tang Xizong 888                                 |
| Książę Czech               | - 870 Borzywoj I 889                                  |
| Władca Egiptu              | - 868 Ahmad Ibn Tulun 884                             |
| Król Franków wschodnich    | - 855 Ludwik II Niemiecki 875 - 875 Karol II Łysy 877 |
| Król Franków zachodnich    | - 843 Karol II Łysy 877                               |
| Cesarz Japonii             | - 858 Seiwa 876                                       |
| Kalif                      | - 870 Al-Mu’tamid 892                                 |
| Król Khmerów               | - 850 Dżajawarman III 877                             |
| Patriarcha Konstantynopola | - 867 Ignacy I 877                                    |
| Król Leónu                 | - 866 Alfons III Wielki 910                           |
| Król Mercji                | - 874 Ceolwulf II 879                                 |
| Król Nawarry               | - 851 García Íñiguez 880                              |
| Król Norwegii              | - 872 Harald Pięknowłosy 930                          |
| Papież                     | - 872 Jan VIII 882                                    |
| Cesarz rzymski             | - 850 Ludwik II 875 - 875 Karol II Łysy 877           |
| Książę Saksonii            | - 866 Bruno 880                                       |
| Król Szkocji               | - 862 Konstantyn I 877                                |
| Doża Wenecji               | - 864 Orso I Partecipazio 881                         |
| Książę wielkomorawski      | - 871 Świętopełk I 894                                |

Rok 875 / DCCCLXXV
stulecia: VIII wiek ~
IX wiek ~
X wiek

lata: 865 «
870 «
871 «
872 «
873 «
874 «
875
» 876
» 877
» 878
» 879
» 880
» 885

## Wydarzenia
- 25 grudnia – Karol Łysy wyprawił się do Italii i w Rzymie przyjął koronę cesarską.
- Podział królestwa wschodniofrankijskiego pomiędzy synów Ludwika – Ludwik III Młodszy otrzymał Frankonię, Turyngię i Saksonię, Karloman Bawarię, a Karol III Otyły Szwabię.

## Zmarli
- 12 sierpnia – Ludwik II, cesarz rzymski, król Włoch (ur. ok. 825)[1]